# Pradawny ląd 10: Wielka wędrówka Długoszyjców
Pradawny ląd 10: Wielka wędrówka Długoszyjców (ang. The Land Before Time X: The Great Longneck Migration) – amerykański film animowany dla dzieci.
Opowiada dalszych losach pięciu dinozaurów: Liliputa (apatozaur), Cery (triceratops), Pterusia (pteranodon), Kaczusi (zaurolof) i Szpica (stegozaur).

## Opis fabuły[1]
Liliput jest męczony przez koszmarne sny, które sprawiają, że nie przesypia nocy. W dzień jest rozkojarzony i nie dogaduje się z przyjaciółmi. Dziadkowie, radzą mu udać się na wycieczkę, by zapomniał o sennych koszmarach. Kaczusia, Cera, Pteruś i Szpic postanawiają wyruszyć z nim. Po drodze spotykają wielkie stado dinozaurów oraz pewnego wyjątkowego Długoszyjca, którego Liliput zawsze chciał poznać.

## Obsada oryginalna
- Alec Medlock - Liliput (głos)
- Jeff Bennett - Pteruś (głos)
- Aria Noelle Curzon - Kaczusia (głos)
- Rob Paulsen - Szpic (głos)
- Anndi McAfee - Cera (głos)
- Miriam Flynn - Babcia (głos)
- Kenneth Mars - Dziadek (głos)
- Bernadette Peters - Sue (głos)
- James Garner - Pat (głos)
- John Ingle - Ojciec Cery (głos) (narrator)
- Brandon de Paul - Shorty (głos)
- Kiefer Sutherland - Bron (głos)